# Danh sách vườn quốc gia tại Tây Ban Nha

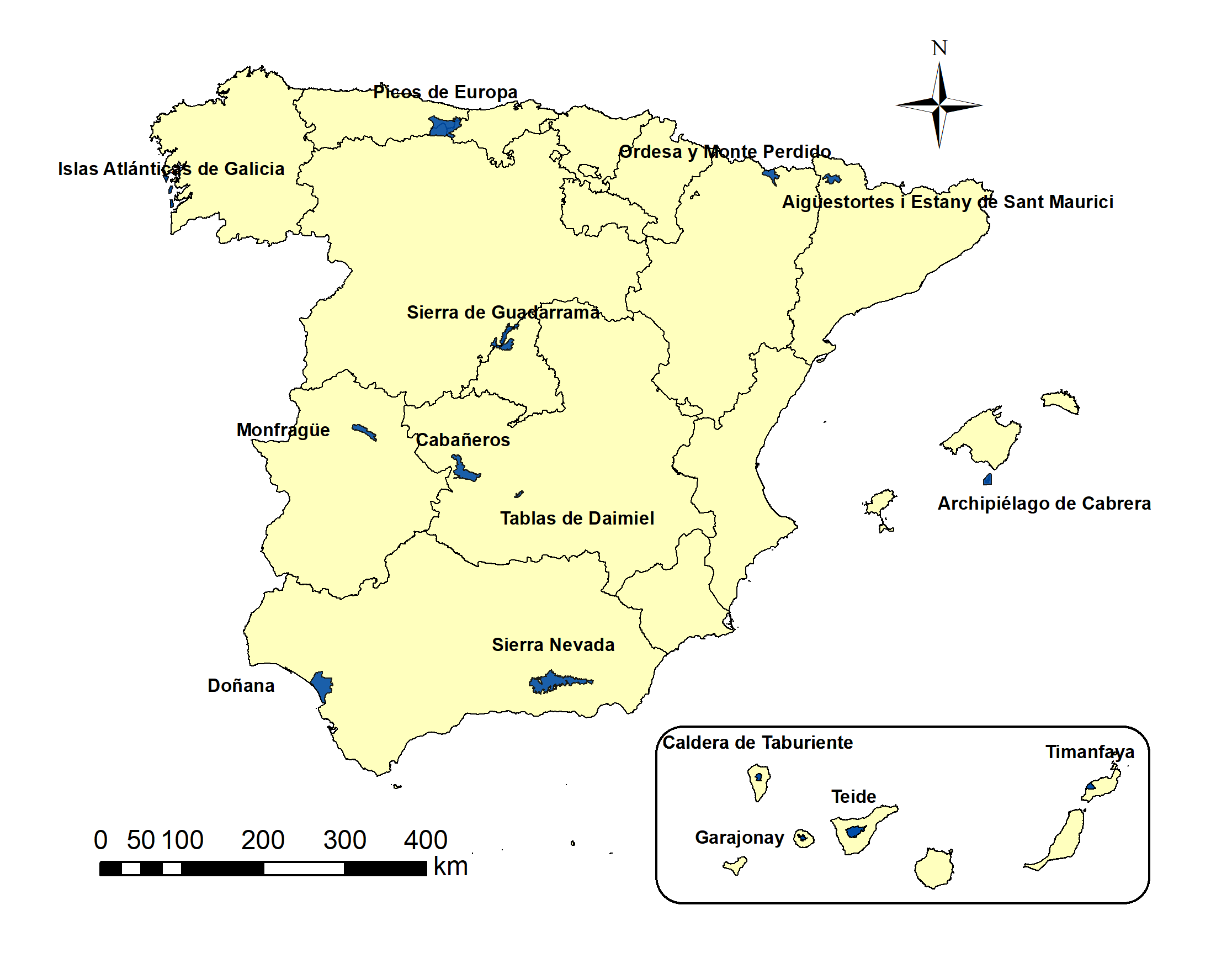
Bản đồ cho thấy sự phân bố của các vườn quốc gia ở Tây Ban Nha.

Các vườn quốc gia tại Tây Ban Nha được xác định theo Luật Tây Ban Nha 41/1997 - được thành lập như một mô hình mới về quản lý chia sẻ giữa Nhà nước và Chính quyền của các khu vực. Mỗi một địa điểm được gắn với một trang web tương ứng của Bộ Môi trường Tây Ban Nha.

## Danh sách
| Tên                          | Hình ảnh | Tỉnh                                   | Cộng đồng tự trị                     | Thành lập | Liên kết                                             |
| ---------------------------- | -------- | -------------------------------------- | ------------------------------------ | --------- | ---------------------------------------------------- |
| Aigüestortes và Sant Maurice |          | Lleida                                 | Catalunya                            | 1956      | Lưu trữ ngày 24 tháng 3 năm 2011 tại Wayback Machine |
| Quần đảo Cabrera             |          | Quần đảo Balearic                      | Quần đảo Balearic                    |           | Lưu trữ ngày 13 tháng 3 năm 2008 tại Wayback Machine |
| Cabañeros                    |          | Ciudad Real, Toledo                    | Castile-La Mancha                    | 1995      | Lưu trữ ngày 8 tháng 6 năm 2013 tại Wayback Machine  |
| Caldera de Taburiente        |          | Santa Cruz de Tenerife (Đảo La Palma)  | Quần đảo Canary                      | 1954      | Lưu trữ ngày 18 tháng 12 năm 2007 tại archive.today  |
| Doñana                       |          | Huelva, Sevilla                        | Andalusia                            | 1969      | Lưu trữ ngày 24 tháng 6 năm 2013 tại Wayback Machine |
| Garajonay                    |          | Santa Cruz de Tenerife (Đảo La Gomera) | Quần đảo Canary                      | 1981      | Lưu trữ ngày 2 tháng 9 năm 2011 tại Wayback Machine  |
| Guadarrama                   |          | Madrid, Segovia và Ávila               | Cộng đồng Madrid và Castile và León  | 2013      | Lưu trữ ngày 9 tháng 4 năm 2015 tại Wayback Machine  |
| Illas Atlánticas de Galicia  |          | A Coruña và Pontevedra                 | Galicia                              | 2002      | [ liên kết hỏng ]                                    |
| Vườn quốc gia Monfragüe      |          | Caceres                                | Extremadura                          | 2007      | Lưu trữ ngày 20 tháng 1 năm 2013 tại Wayback Machine |
| Ordesa y Monte Perdido       |          | Huesca                                 | Aragon                               | 1918      | Lưu trữ ngày 25 tháng 8 năm 2006 tại Wayback Machine |
| Picos de Europa              |          | Asturias, León, Cantabria              | Asturias, Castile và León, Cantabria | 1918      |                                                      |
| Sierra Nevada                |          | Granada, Almería                       | Andalusia                            |           | Lưu trữ ngày 21 tháng 6 năm 2007 tại archive.today   |
| Tablas de Daimiel            |          | Ciudad Real                            | Castile-La Mancha                    | 1973      |                                                      |
| Teide                        |          | Santa Cruz de Tenerife (Đảo Tenerife)  | Quần đảo Canary                      | 1954      |                                                      |
| Timanfaya                    |          | Las Palmas (Đảo Lanzarote)             | Quần đảo Canary                      | 1974      | Lưu trữ ngày 8 tháng 6 năm 2013 tại Wayback Machine  |